# Neotetracus sinensis
Neotetracus sinensis är ett däggdjur i underfamiljen råttigelkottar som förekommer i sydöstra Asien. Arten är ensam i släktet Neotetracus.

## Beskrivning
Liksom andra råttigelkottar liknar arten med sin päls utan taggar och med den spetsiga nosen mer en näbbmus än en igelkott. Kroppslängden (huvud och bål) är 10 till 12 cm och därtill kommer en 4 till 7 cm lång svans. Pälsen har på ovansidan en grönbrun färg och vid buken är färgen rödgrå. Vissa individer har en smal svart strimma längs över ryggen. Neotetracus sinensis skiljer sig från släktet Hylomys i olikartad konstruktion av tänderna.
Arten lever i södra Kina (provinserna Sichuan, Yunnan och Guizhou) samt i norra Myanmar och Vietnam. Den vistas där i bergstrakter som är 1 500 till 2 700 meter höga. Habitatet utgörs av städsegröna skogar.
Neotetracus sinensis är aktiv på natten och vistas på marken. Den vilar på dagen i bergssprickor eller trädens håligheter som fodras med löv. I magsäcken av dödade individer hittades rester av daggmasker och växter. Honor med fyra eller fem embryo hittades i april och augusti. Därför antas att de har två parningstider per år.
Arten hotas i vissa regioner av habitatförstörelse men det påverkar troligen inte hela beståndet. Internationella naturvårdsunionen listar Neotetracus sinensis som livskraftig (LC).